# Marcel Hagmann
Marcel Hagmann (* 7. Januar 1983 in Gießen) ist ein ehemaliger deutscher Fußballspieler und heutiger Fußballtrainer.

## Karriere
Hagmann verlebte seine fußballerische Jugend beim TSV Großen-Linden, dem TSV Klein-Linden und Eintracht Frankfurt. Im Jahr 2002 wechselte Hagmann zum 1. FC Saarbrücken, bei dem er bis 2003 spielte. In diesem Jahr wurde er von SV Arminia Hannover verpflichtet und spielte dort bis 2005. Anschließend wechselte Hagmann zum SV Wilhelmshaven. Hier spielte er zunächst in der Oberliga und dann ein Jahr in der Regionalliga Nord. Mit dem FC Ingolstadt 04 schaffte Hagmann in der Saison 2007/08 den Sprung in die 2. Bundesliga. Sein Debüt in Liga 2 gab er am 10. Spieltag der Saison 2008/09 am 28. Oktober 2008. Das Spiel gegen SV Wehen Wiesbaden endete 0:0.
Zur Saison 2009/10 wechselt er zum SSV Jahn Regensburg. Er unterschrieb dort einen Vertrag bis zum 30. Juni 2010. Nach Vertragsende kehrte er nach Ingolstadt zurück und wird seitdem in der zweiten Mannschaft eingesetzt.
Zum 10. November 2015 beendete er seine aktive Karriere und wechselte zum Drittligisten Stuttgarter Kickers, um dort das Amt des Assistenztrainers anzutreten.